# Underworld: Awakening
Underworld: Awakening is een Amerikaanse horror/actiefilm die uitkwam in 2012. Het is de vierde film in de Underworld-serie. De film is het derde vervolg aangezien Underworld: Rise of the Lycans een prequel is. De regie is in handen van Måns Mårlind en Björn Stein. De film was vanaf 15 maart 2012 te zien in de Nederlandse bioscopen.

## Verhaal
Kate Beckinsale, de ster van de eerste twee films, keert terug om de rol van Selene te vertolken, die ontsnapt en erachter komt dat ze twaalf jaar lang gevangen heeft gezeten en dat de mensen weten dat de Vampiers en Lycans bestaan. De mensen hebben de oorlog verklaard aan beide onsterfelijke soorten.

## Rolverdeling
- Kate Beckinsale - Selene
- Michael Ealy - Detective Sebastian
- India Eisley - Eve
- Theo James - David
- Sandrine Holt - Lida
- Robert Lawrenson - Politieagent
- Charles Dance - Thomas
- Richard Cetrone - Lycan
- Kris Holden-Ried - Quint
- Ron Wear - Jack Fletcher
- William Francis - Politieagent
- Daniel Boileau - Labmedewerker #3
- Panou - Politieagent #1
- Adam Greydon Reid - Alan
- Julia Rhodes - Antigen Tech
- Jeff Sanca - Chauffeur
- Christian Tessier - Bewaker
- Stephen Rea - Dr. Jacob Lane
- Jesse Branden Dahl - Vampier #1

## Productie
Het filmen begon in maart 2011 op de Simon Fraser Universiteit in Vancouver, British Columbia.